# ريكاردو مير
ريكاردو مير (بالإسبانية: Ricardo Mier)‏ هو لاعب كرة قدم أوروغواياني في مركز الوسط، ولد في 12 فبراير 1956. شارك مع منتخب الأوروغواي لكرة القدم. أما مع النوادي، فقد لعب مع بوكا جونيورز وفيليز سارسفيلد وهوراكان.

## وصلات خارجية
- ريكاردو مير على موقع قاعدة بيانات كرة القدم.إي يو (الإنجليزية)
- ريكاردو مير على موقع ناشيونال فوتبول تيمز (الإنجليزية)